# Ташкентский канал
Ташке́нтский кана́л имени И. А. Палванова — крупный оросительный канал в Ташкентском вилояте, левобережный отвод Левобережного Карасу.
Канал построен в 1940—1941 году, работы велись методом хашара. В 1969 году каналу присвоено имя одного из руководителей водного хозяйства и ирригационных работ в Узбекистане Ильяса Палванова.
Длина канала (до разделения) составляет 62 км, расход воды в головном сооружении — 87 м³/с, орошаемая площадь — 70 000 гектаров.
Берёт начало на гидроузле при впадении в Левобережный Карасу реки Кызылсай. Непосредственно от входа Ташкентский канал течёт вправо, но немедленно пересекает русло Карасу по дюкеру и далее протекает по его левому берегу. Проходит по территории Уртачирчикского и Пскентского туманов в общем юго-юго-западном направлении, русло имеет множество изгибов. Посредством трёх дюкеров пересекает рукава реки Ахангаран. Течёт через город Пскент.
В районе населённого пункта Коштепа разделяется на правую и левую ветки Ташкентского канала. Длина правой ветки — 38 км, расход воды — 12 м³/с, длина левой ветки — 25 км, расход воды — 26 м³/с.